# Michael Caine

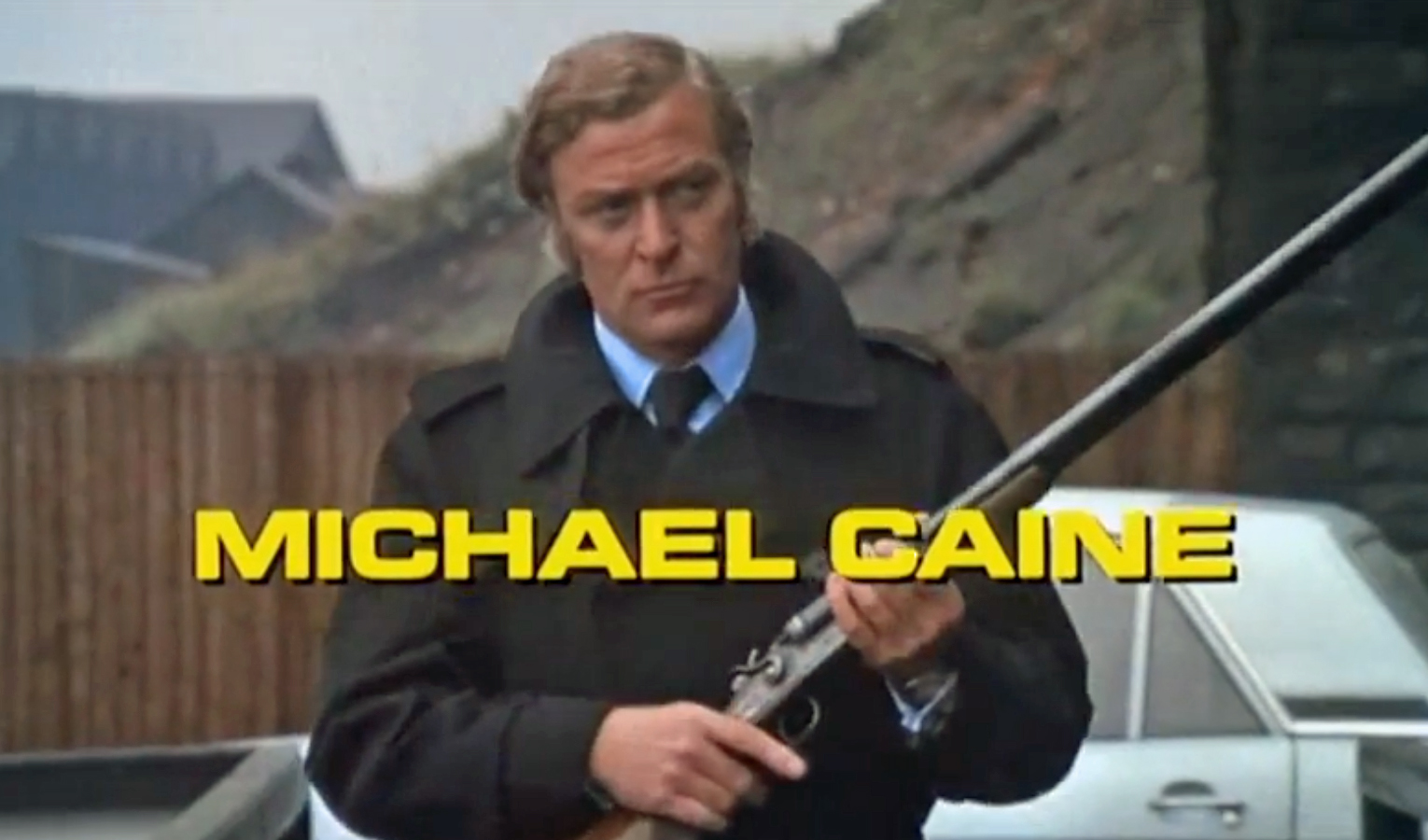
Michael Caine in Get Carter (1971)

Sir Michael Caine, geboren als Maurice Joseph Micklewhite (Rotherhithe, Londen, 14 maart 1933), is een Engels filmacteur.

## Levensloop
Caine werd als Micklewhite geboren in een ziekenhuis in Rotherhithe en groeide op in Southwark in het zuidoosten van Londen. In die tijd was zijn later kenmerkende cockney-accent nog niet zo populair. Zijn katholieke vader werkte op de visafslag, zijn protestantse moeder was kok en werkster.
In zijn eerste grote filmrol speelde hij een Engelse legerofficier uit de hogere klasse in de film Zulu (1964). Vlak daarna kwamen zijn twee bekendste rollen, spion Harry Palmer in The IPCRESS File (1965) en rokkenjager Alfie in de gelijknamige film uit 1966. Hij speelde Palmer in nog vier andere films, en werd, ondanks zijn bril met hoornen montuur, een sekssymbool. Een andere succesvolle rol was die van Charlie Crooker in de misdaadkomedie The Italian Job (1969). In 1971 groeide hij uit tot cultfiguur dankzij zijn rol als keiharde gangster in Get Carter.
Door de jaren heen speelde hij meer dan 100 rollen, onder andere een hoogleraar in Educating Rita (1983), een theaterdirecteur in Noises Off en Ebenezer Scrooge in The Muppet Christmas Carol.
Hij is zes keer genomineerd voor een Oscar, waarvan hij er twee ook won. Zijn eerste Oscar kreeg hij als Best Actor in a Supporting Role in 1986 voor de film Hannah and Her Sisters, de tweede in 1999 voor The Cider House Rules. In 2000 werd Caine benoemd tot Officier in de Orde van het Britse Rijk. In 2000 werd hij geridderd.
In tegenstelling tot veel andere artiesten gebruikte hij zijn echte naam als hij niet als acteur aan het werk was. Medio 2016 veranderde Maurice Micklewhite echter zijn naam officieel in Michael Caine, naar eigen zeggen om oponthoud bij de douane te voorkomen.

## Filmografie
- A Hill in Korea (1956) - Soldaat Lockyer
- Sailor Beware (1956) - Klein rolletje (niet op aftiteling)
- Yield to the Night (1956) - Klein rolletje (niet op aftiteling)
- The Adventures of Sir Lancelot Televisieserie - Derde ridder (Afl., The Magic Sword, 1956)
- The Steel Bayonet (1957) - Klein rolletje (niet op aftiteling)
- How to Murder a Rich Uncle (1957) - Gilrony
- Dixon of Dock Green Televisieserie - Indian Pedlar (Afl., A Penn'orth of Allsorts, 1957)
- Requiem for a Heavyweight (Televisiefilm, 1957) - Rol onbekend
- A Woman of Mystery (1958) - Klein rolletje (niet op aftiteling)
- Carve Her Name with Pride (1958) - Figurant (niet op aftiteling)
- Navy Log Televisieserie - Rol onbekend (Afl., The Field, 1958)
- The Vise Televisieserie - Folsham (Afl., The Sucker Game, 1958)
- The Key (1958) - Rol onbekend (niet op aftiteling)
- BBC Sunday Night Theatre: The Frog (Televisiefilm, 1958) - Politieagent
- Blind Spot (1958) - Johnny Brent
- Dixon of Dock Green Televisieserie - Brocklehurst (Afl., Bracelets for the Groom, 1958)
- The Adventures of William Tell Televisieserie - Max (Afl., The Prisoner, 1958)
- The Two-Headed Spy (1958) - Gestapo agent
- Passport to Shame (1958) - Man die gaat trouwen (niet op aftiteling)
- Danger Within (1959) - Klein rolletje (niet op aftiteling)
- Dixon of Dock Green Televisieserie - Tufty Morris (Afl., Helmet on the Sideboard, 1959)
- The Adventures of William Tell Televisieserie - Sgt. Wiener (Afl., The General's Daughter, 1959)
- Deadline Midnight Televisieserie - Ted Drake (Episode 1.5, 1960)
- No Wreath for the General Televisieserie - Politieagent (1960)
- Foxhole in Cairo (1960) - Weber
- The Bulldog Breed (1960) - Zeeman in gevecht bij bioscoop (niet op aftiteling)
- The Compartment (Televisiefilm, 1961) - Rol onbekend
- Walk a Crooked Mile (Mini-serie, 1961) - Politieagent
- Armchair Theatre Televisieserie - Helmsman (Afl., The Ship That Couldn't Stop, 1961)
- ITV Play of the Week Televisieserie - Rol onbekend (Afl., Ring of Truth, 1961)
- The Younger Generation Televisieserie - Ray the Raver (Afl., Goodbye Charlie, 1961)
- The Day the Earth Caught Fire (1961) - Politieman (niet op aftiteling)
- The Edgar Wallace Mystery Theatre Televisieserie - Paddy Mooney (Afl., Solo for Sparrow, 1962)
- The Wrong Arm of the Law (1963) - Klein rolletje (niet op aftiteling)
- First Night: Funny Noises with Their Mouths (Televisiefilm, 1963) - Rol onbekend
- Zulu (1964) - Lt. Gonville Bromhead
- Hamlet (Televisiefilm, 1964) - Horatio
- ITV Play of the Week Televisieserie - George Grant (Afl., The Other Man, 1964)
- The IPCRESS File (1965) - Harry Palmer
- Alfie (1966) - Alfie Elkins
- The Wrong Box (1966) - Michael Finsbury
- Gambit (1966) - Harry Tristan Dean
- Funeral in Berlin (1966) - Harry Palmer
- Hurry Sundown (1967) - Henry Warren
- Woman Times Seven (1967) - Handsome Stranger (Segment 'Snow')
- Billion Dollar Brain (1967) - Harry Palmer
- Play Dirty (1968) - Capt. Douglas
- Deadfall (1968) - Henry Clarke
- The Magus (1968) - Nicholas Urfe
- Male of the Species (Televisiefilm, 1969) - Gast
- ITV Saturday Night Theatre Televisieserie - Cornelius (Afl., Cornelius, 1969)
- The Italian Job (1969) - Charlie Croker
- Battle of Britain (1969) - Squadron Leader Canfield
- Too Late the Hero (1970) - Pvt. Tosh Hearne
- The Last Valley (1970) - The Captain
- Get Carter (1971) - Jack Carter
- Kidnapped (1971) - Alan Breck
- Zee and Co. (1972) - Robert Blakeley
- Pulp (1972) - Mickey King
- Sleuth (1972) - Milo Tindle
- The Black Windmill (1974) - Maj. John Tarrant
- The Marseille Contract (1974) - John Deray
- Peeper (1975) - Leslie C. Tucker
- The Wilby Conspiracy (1975) - Keogh
- The Romantic Englishwoman (1975) - Lewis Fielding
- The Man Who Would Be King (1975) - Peachy Carnehan
- Harry and Walter Go to New York (1976) - Adam Worth
- The Eagle Has Landed (1976) - Col. Kurt Steiner
- A Bridge Too Far (1977) - Lt. Col. J.O.E. Vandeleur
- Silver Bears (1978) - Doc Fletcher
- The Swarm (1978) - Dr. Bradford Crane
- California Suite (1978) - Visitors from London - Sidney Cochran
- Ashanti (1979) - Dr. David Linderby
- Beyond the Poseidon Adventure (1979) - Captain Mike Turner
- Dressed to Kill (1980) - Dokter Robert Elliott
- The Island (1980) - Blair Maynard
- The Hand (1981) - Jonathan Lansdale
- Escape to Victory (1981) - The Players - England: Capt. John Colby
- Deathtrap (1982) - Sidney Bruhl
- The Jigsaw Man (1983) - Philip Kimberly/Sergei Kuzminsky
- Educating Rita (1983) - Dr. Frank Bryant
- The Honorary Consul (1983) - Charley Fortnum, Consul
- Blame It on Rio (1984) - Matthew Hollins
- Water (1985) - Gouverneur Baxter Thwaites
- The Holcroft Covenant (1985) - Noel Holcroft
- Hannah and Her Sisters (1986) - Elliot
- Sweet Liberty (1986) - Elliott James
- Mona Lisa (1986) - Mortwell
- Half Moon Street (1986) - Lord Sam Bulbeck
- The Whistle Blower (1986) - Frank Jones
- The Fourth Protocol (1987) - John Preston
- Jaws: The Revenge (1987) - Hoagie Newcombe
- Surrender (1987) - Sean Stein
- Jack the Ripper (Televisiefilm, 1988) - Chief Insp. Frederick Abberline
- Without a Clue (1988) - Sherlock Holmes
- Dirty Rotten Scoundrels (1988) - Lawrence Jamieson
- Jekyll & Hyde (Televisiefilm, 1990) - Dr. Henry Jekyll/Mr. Edward Hyde
- A Shock to the System (1990) - Graham Marshall
- Mr. Destiny (1990) - Mike/Mr. Destiny
- Bullseye! (1990) - Sidney Lipton/Dokter Hicklar
- Noises Off... (1992) - Lloyd Fellowes
- Blue Ice (1992) - Harry Anders
- The Muppet Christmas Carol (1992) - Ebenezer Scrooge
- On Deadly Ground (1994) - Michael Jennings
- Bullet to Beijing (1995) - Harry Palmer
- Blood and Wine (1996) - Victor 'Vic' Spansky
- Midnight in Saint-Petersburg (1996) - Harry Palmer
- Mandela and the Klerk (Televisiefilm, 1997) - F.W. de Klerk
- 20,000 Leagues Under the Sea (Televisiefilm, 1997) - Captain Nemo
- Shadow Run (1998) - Haskell
- Little Voice (1998) - Ray Say
- Curtain Call (1999) - Max Gale
- The Cider House Rules (1999) - Dr. Wilbur Larch
- The Debtors (1999) - Rol onbekend
- Quills (2000) - Dr. Roy-Collard
- Shiner (2000) - Billy 'Shiner' Simpson
- Get Carter (2000) - Cliff Brumby
- Miss Congeniality (2000) - Victor Melling
- Quicksand (2001) - Jake Mellows
- Last Orders (2001) - Jack Dodds
- Austin Powers in Goldmember (2002) - Nigel Powers
- The Quiet American (2002) - Thomas Fowler
- The Actors (2003) - O'Malley
- Secondhand Lions (2003) - Garth
- The Statement (2003) - Pierre Brossard
- Around the Bend (2004) - Henry Lair
- Batman Begins (2005) - Alfred Pennyworth
- Batman Begins (Computerspel, 2005) - Alfred Pennyworth (Stem)
- Bewitched (2005) - Nigel Bigelow
- The Weather Man (2005) - Robert Spritzel
- Children of Men (2006) - Jasper Palmer
- The Prestige (2006) - Cutter
- Flawless (2007) - Mr Hobbs
- Sleuth (2007) - Andrew Wyke
- The Dark Knight (2008) - Alfred Pennyworth
- Is Anybody There? (2008) - Clarence
- Harry Brown (2009) - Harry Brown
- Inception (2010) - Professor Miles
- Cars 2 (2011) - Finn McMissle
- Journey 2: The Mysterious Island (2012) - Alexander Anderson
- The Dark Knight Rises (2012) - Alfred Pennyworth
- Now You See Me (2013) - Arthur Tressler
- Mr. Morgan's Last Love (2013) - Matthew Morgan
- Stonehearst Asylum (2014) - Dr. Salt
- Interstellar (2014) - Professor Brand
- Kingsman: The Secret Service (2014) - Arthur
- The Last Witch Hunter (2015) - Vader Dolan
- Youth (2015) - Fred Ballinger
- Now You See Me 2 (2016) - Arthur Tressler
- Going in Style (2017) - Joe
- Dear Dictator (2017) - Generaal Anton Vincent
- Dunkirk (2017) - Fortis Leader (stem)
- Sherlock Gnomes (2018) - Lord Redbrick (stem)
- King of Thieves (2018) - Brian Reader
- Come Away (2020) - Charlie
- Four Kids and It (2020) - Psammead (stem)
- Tenet (2020) - Michael Crosby
- The Great Escaper (2023) - Bernard Jordan

## Prijzen
- New York Film Critics' Best Actor Award voor Alfie
- Golden Globe voor beste acteur voor Educating Rita
- British Academy Film Award voor beste acteur voor Educating Rita
- Golden Globe voor beste acteur voor Dirty Rotten Scoundrels
- Golden Globe voor beste acteur voor Little Voice
- Oscar voor beste mannelijke bijrol voor Hannah and Her Sisters en The Cider House Rules

Hij is een van de drie acteurs die een Oscarnominatie kreeg in vijf decennia. De anderen zijn Jack Nicholson en Paul Newman. 

## My name is Michael Caine
Michael Caine verscheen als zichzelf (door de zinsnede My name is Michael Caine in te spreken) in de Madness-hitsingle Michael Caine in 1984. De song gaat over de problematiek in Noord-Ierland.